# Museo Bedřich Smetana
El Museo Bedřich Smetana (en checo: Muzeum Bedřicha Smetany) de Praga es un museo que está dedicado a la vida y obra del famoso compositor checo Bedřich Smetana (1824–1884). Está situado en el centro de Praga, en un pequeño bloque de edificios junto al Puente Carlos, en la orilla derecha del río Moldava de la Ciudad vieja (Novotného lávka 1, 110 00 Praha 1).
El edificio, que antes era propiedad de la Compañía de Agua de Praga, alberga el Museo Smetana desde 1936. Es un gran edificio de estilo renacentista. La principales exposiciones del museo están en el primer piso. Los pisos superiores albergan el archivo con todo el material relacionado con Smetana.
Las exhibiciones incluyen copias de cartas, fotografías y recortes de periódico relacionados con la vida Smetana, así como diversas posesiones, incluyendo el hueso de su oído (Smetana sufría de sordera). También hay carpetas de música en atriles que contienen material sobre algunas de sus obras más famosas. El visitante puede escuchar los extractos de estas obras agitando en el correspondiente atril con una batuta electrónica.
Smetana fue el principal compositor checo en un momento en el que el nacionalismo checo podía expresarse a través de las artes, que habían sido dominadas por el idioma oficial, alemán. Los checos estaban en búsqueda de su identidad nacional y por primera vez tuvieron la oportunidad de realizar obras de teatro y óperas en checo. La manifestación principal de este movimiento fue la apertura del Teatro Nacional en noviembre de 1883, con una ópera compuesta por Smetana para la ocasión, Libuše, que describe la leyenda de la fundación de la ciudad de Praga. Sus seis poemas sinfónicos Mi patria (Mi País) describen varios aspectos de su patria: sus paisajes y leyendas. Su segundo poema sinfónico, Moldava, es especialmente popular. El tema principal se escucha por el sistema de megafonía en la estación de tren principal de Praga.
El museo está abierto todos los días excepto los martes.